# 伦诺克斯 (南达科他州)
伦诺克斯（英語：Lennox），是美国南达科他州下属的一座城市。根据2010年美国人口普查，该市有人口2,111人。2011年估计该市人口约有2,200人，年增长率为4.22%。